# أوتو والكيس
أوتو والكيس (بالألمانية: Otto Waalkes)‏ هو مغني وفنان ملاهي ‏ وكاريكاتيري ورسام بالرصاص وكاتب سيناريو ومخرج وممثل ألماني، ولد في 22 يوليو 1948 في ألمانيا. من الجوائز التي نالها جائزة إيكو سنة 1997 وDeutscher Comedypreis ‏ سنة 2002 وجائزة جريم ‏ سنة 1984 والكاميرا الذهبية ‏ سنة 1986 والجائزة التلفزيونية البافارية ‏ سنة 2014 وLower Saxony Order of Merit ‏ سنة 2014.

## جوائز
- جائزة إيكو (1997)
- Deutscher Comedypreis [الإنجليزية]‏ (2002)
- جائزة جريم [الإنجليزية]‏ (1984)
- الكاميرا الذهبية [الإنجليزية]‏ (1986)
- الجائزة التلفزيونية البافارية [الإنجليزية]‏ (2014)
- Lower Saxony Order of Merit [الإنجليزية]‏ (2014)

## وصلات خارجية
- أوتو والكيس على موقع IMDb (الإنجليزية)
- أوتو والكيس على موقع روتن توميتوز (الإنجليزية)
- أوتو والكيس على موقع مونزينجر (الألمانية)
- أوتو والكيس على موقع قاعدة بيانات الأفلام العربية
- أوتو والكيس على موقع ألو سيني (الفرنسية)
- أوتو والكيس على موقع ميوزك برينز (الإنجليزية)
- أوتو والكيس على موقع تيرنر كلاسيك موفيز (الإنجليزية)
- أوتو والكيس على موقع أول موفي (الإنجليزية)
- أوتو والكيس على موقع ديسكوغز (الإنجليزية)
- أوتو والكيس على موقع ديسكوغز (الإنجليزية)